# Boris Chabalowitsch Schuchow

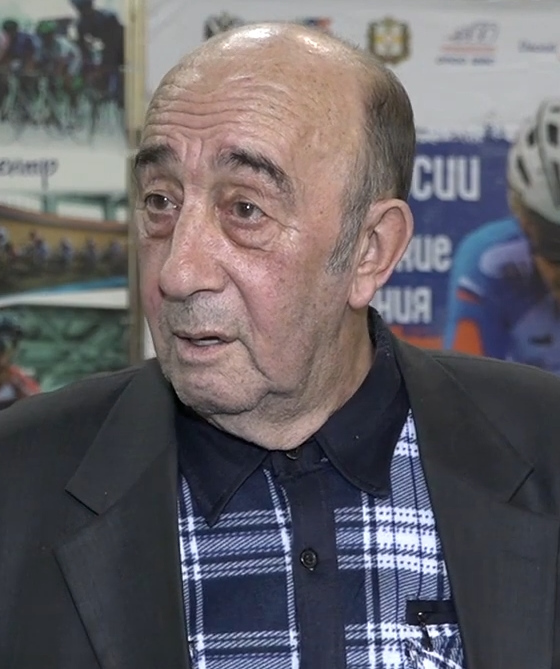
Boris Schuchow (November 2019)

Boris Chabalowitsch Schuchow (russisch Борис Хабалович Шухов; * 8. Mai 1947 in Kódyma, Ukraine) ist ein ehemaliger sowjetischer Radrennfahrer und Olympiasieger im Radsport.

## Sportliche Laufbahn
Seinen ersten internationalen Erfolge hatte er als Zweiter der International Presidency Turkey Tour 1969. 1972 wurde Schuchow (in der zeitgenössischen Presse auch Shukhov oder Schokow) Olympiasieger im Mannschaftszeitfahren mit der Auswahl der Sowjetunion (mit Waleri Jardy, Waleri Lichatschow und Gennadi Komnatow) bei den Olympischen Sommerspielen in München. 
Bereits bei den Olympischen Sommerspielen 1968 in Mexiko-Stadt war er mit der sowjetischen Mannschaft im Mannschaftszeitfahren am Start, der damals den 9. Platz belegte. Bei den UCI-Straßen-Weltmeisterschaften 1970 gewann er mit seinem Team den Titel im Mannschaftszeitfahren (mit Jardy, Lichatschow und Wladimir Sokolow), 1973 dann die Silbermedaille. Ebenfalls 1973 siegte er in der Gesamtwertung des Etappenrennens Ruban Granitier Breton (Tour de Bretagne Cycliste – Trophée des Granitiers) sowie die Jugoslawien-Rundfahrt. 1968 gewann er den nationalen Titel im Einzelzeitfahren.
Er startete für den Verein SKA Kuibyschew.